# 매질

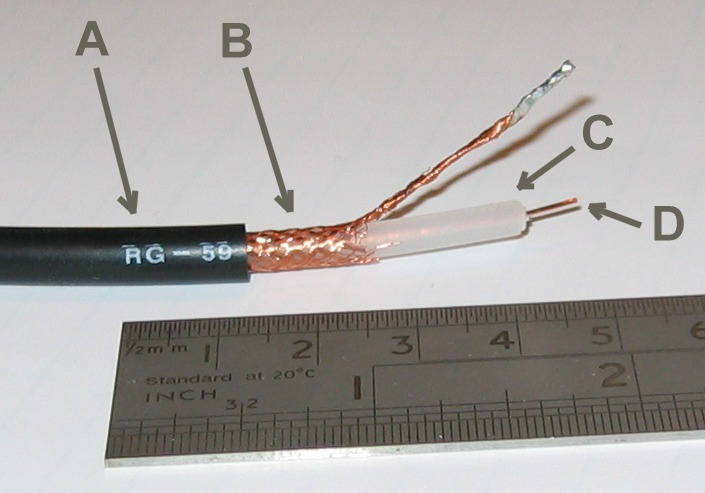
동축 케이블: 매질의 한 예

매질(媒質, 영어: transmission medium)은 어떤 파동 또는 물리적 작용을 한 곳에서 다른 곳으로 옮겨 주는 매개물이다. 예를 들어, 소리의 매질은 일반적으로 공기(기체)이지만, 액체 또는 고체도 포함한다.
매질은 통신 목적으로 신호 전파를 중재할 수 있는 시스템 또는 물질이다. 신호는 일반적으로 선택한 매체에 적합한 일종의 파동에 부과된다. 예를 들어, 데이터는 소리를 변조할 수 있으며 소리의 매질은 공기일 수 있지만 고체와 액체도 매질로 작용할 수 있다. 진공이나 공기는 빛이나 전파와 같은 전자기파에 대한 좋은 매질을 구성한다. 전자기파가 전파되는 데 물질적 물질이 필요하지는 않지만 이러한 파동은 일반적으로 통과하는 매질(예: 매체 간 경계면에서의 흡수, 반사 또는 굴절)의 영향을 받는다. 따라서 기술 장치를 사용하여 파동을 전송하거나 안내할 수 있다. 따라서 매질로는 광섬유나 구리 케이블이 사용된다.
전자기 방사선은 광섬유와 같은 광학 매체를 통해 전송되거나 연선, 동축 케이블 또는 유전체 슬래브 도파관을 통해 전송될 수 있다. 또한 물, 공기, 유리 또는 콘크리트와 같이 특정 파장에 투명한 물리적 물질을 통과할 수도 있다. 소리는 정의상 물질의 진동이므로 다른 종류의 기계적 파동 및 열 에너지와 마찬가지로 전달을 위한 물리적 매체가 필요하다. 역사적으로 과학은 매질을 설명하기 위해 다양한 에테르 이론을 통합했다. 그러나 이제 전자기파는 물리적인 매질을 필요로 하지 않으며 따라서 진공 상태의 자유 공간을 통해 이동할 수 있다는 것이 알려져 있다. 절연 진공 영역은 자유 전자, 정공 또는 이온의 존재를 통해 전기 전도를 위한 전도성이 될 수 있다.

## 같이 보기
- 성간매질
- 유전율
- 이중통신
- 에테르 (물리)